# جوستين فيليبس
جوستين فيليبس (بالإنجليزية: Heath Phillips)‏ هو لاعب كرة قاعدة أمريكي، ولد في 24 مارس 1982 في إيفانسفيل في الولايات المتحدة.

## وصلات خارجية
- جوستين فيليبس على موقع دوري كرة القاعدة الرئيسي (الإنجليزية)
- جوستين فيليبس على موقعبيزبول رفرنس.كوم (الدوري الرئيسي) (الإنجليزية)
- جوستين فيليبس على موقعبيزبول رفرنس.كوم (الدوري الثانوي) (الإنجليزية)
- جوستين فيليبس على موقع إي إس بي إن.كوم (أم.أل.بي) (الإنجليزية)
- جوستين فيليبس على موقع مشجعي الرسوم البيانية (الإنجليزية)